# Жофри Кондогбия
Жофри Кондогбия (на френски: Geoffrey Kondogbia) е футболист от Централноафриканската република, полузащитник, който играе за Олимпик Марсилия.

## Кариера

### Ланс
Кондогбия е роден в Немур, Сейнт-Мартен и е от Централноафрикански произход, присъединява се към академията на Ланс на 11-годишна възраст. На 11 април 2010 г. подписва първия си професионален договор, като се съгласява на четиригодишна сделка. Той прави своя дебют в Лига 1 на 21 ноември, появявайки се като късна резерва срещу Олимпик Лион.
Кондогбия прекарва сезон 2011/12 в Лига 2 след изпадането на отбора. Той отбелязва единственото си попадение за отбора на 13 април 2012 г., като Ланс побеждава Тур с 3:0.

### Севиля
На 24 юли 2012 г. Кондгобия подписва с испанския клуб Севиля за неразкрита трансферна сума, за която се смята, че е около €3 млн. Той дебютира в Ла лига на 15 септември, като резерва на Пьотр Троховски в 82-рата минута от загубата с 0:1 от шампиона Реал Мадрид. Отбелязва първия си гол за андалусийците на 28 януари 2013 г., при победата с 3:0 над Гранада.

### Монако
На 31 август 2013 г. Кондогбия се завръща във Франция, като подписва петгодишен договор с Монако, срещу 20 млн. евро. Записва 26 мача и 1 гол в първия си сезон, като помага на клуба да завърши на второ място и да се завърне в Шампионската лига на УЕФА след едно десетилетие.
В елиминациите на Шампионската лига, на 25 февруари 2015 г., Кондогбия допринася за победата с 3:1 над Арсенал.

### Интер
На 22 юни 2015 г. Интер Милано обявява, че е подписал с Кондогбия за 5 години, а сумата по трансфера е 31 млн. евро, изпреварвайки оферта от 40 млн. евро от градския съперник Милан. Година по-късно, Интер съобщава, че общата цена с бонусите е 40.501 млн. евро. Той отбелязва първия си гол за новия си отбор на 8 ноември, срещу Торино. На 14 февруари 2016 г. му е показан червен картон при загубата с 1:2 от Фиорентина за иронично аплодиране на съдията. Получава наказание от 2 мача.

### Валенсия
На 21 август 2017 г. Валенсия съобщава, че е постигнато споразумение с Интер за преотстъпване на Кондогбия до 30 юни 2018 г. с опция за закупуване. Сделката е част от друг наем, този на Жоао Кансело в другата посока. Кондогбия вкарва в дебюта си шест дни по-късно, играейки пълни 90 минути при 2:2 срещу Реал Мадрид като гост.
На 24 май 2018 г. е закупен за сумата от 25 млн. евро, а договорът му е до 2022 г.

## Личен живот
По-големият му брат – Еванс Кондогбия също е футболист. Той прекарва по-голямата част от кариерата си в Белгия и играе за Централноафриканска република.

## Отличия

### Отборни
Севиля
- Лига Европа: 2013/14

### Международни
Франция до 20 г.
- Световно първенство по футбол за младежи: 2013